# Roborock
Roborock (chinois simplifié : 北京石頭世紀科技有限公司, anglais : Beijing Roborock Technology Co., Ltd, SSE : 688169) est un fabricant chinois de robots de nettoyage intelligents, créé en juillet 2014, et dont le siège social se trouve à Pékin. Le 21 février 2020, la société a été cotée au Conseil de l'innovation scientifique et technologique (STB) à un prix record de 271,12 yuans par action, et lors de son premier jour de négociation, elle a bondi de 84,46 % pour clore à 500,1 yuans.